# Matsubara Ryōsuke
Matsubara Ryōsuke (松原稜典 (Tùng Nguyên Lăng Điển)/ まつばら りょうすけ/ マツバラ リョウスケ) (26 tháng 6 năm 1990) là một phát thanh viên tự do người Nhật Bản. Anh là cựu phát thanh viên của Đài truyền hình Miyagi.

## Tiểu sử
Anh sinh ra ở thành phố Hanamaki, tỉnh Iwate. Anh tốt nghiệp Trường trung học Hanamakikita tỉnh Iwate và từng theo học tại Khoa Giáo dục, Đại học Hirosaki.
Anh được nhận vào Miyagi Television Broadcasting vào năm 2013.
Anh rời Miyagi Television Broadcasting vào ngày 30 tháng 6 năm 2023 và trở thành phát thanh viên tự do kể từ đó.

## Chương trình đã dẫn
- NNNミヤギテレビニュース
- OH!バンデス
- ミヤギnews every.
- ちょっとブレイクタイム
- ミヤテレスタジアム